# Voedseldier

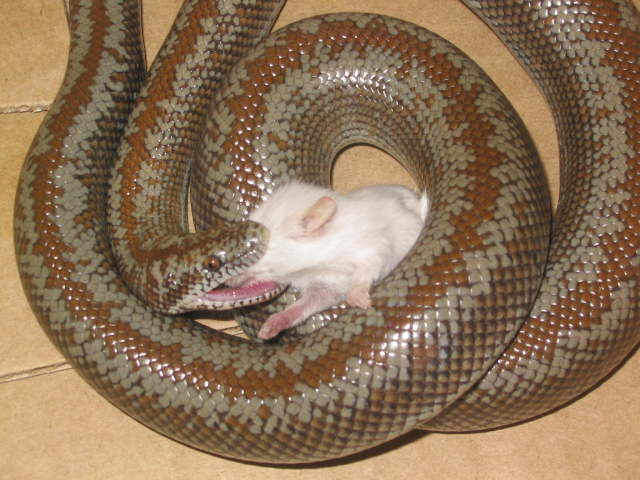
De slang Lichanura trivirgata eet een muis.

Voedseldieren zijn dieren die als prooi dienen voor in gevangenschap gehouden dieren (en eventueel voor vleesetende planten).

## Soorten
In principe kunnen alle dieren als voedseldier worden aangeboden, maar in de praktijk zullen met name insecten (krekels, meelwormen, moriowormen), zoogdieren (muizen en ratten) en vogels (kippenkuikens) als voedseldier dienen. Kleinere voedseldieren zoals insecten zijn geschikt voor veel hagedissen, amfibieën en rovende geleedpotigen. Grotere prooien, zoals kuikens en muizen en ratten zijn geschikt voor slangen en grotere hagedissen.
Er zijn ook dieren, die speciale eisen aan het voedsel stellen zoals strikt hagedisetende slangen of mierenetende dieren. Voor deze soorten zal een kweek opgezet moeten worden van voedseldieren om ze in leven te houden.
In aquaria worden heel andere soorten gebruikt, zoals artemia, daphnia, rode, witte en zwarte muggenlarven, tubifex en infusiediertjes.

### Krekels

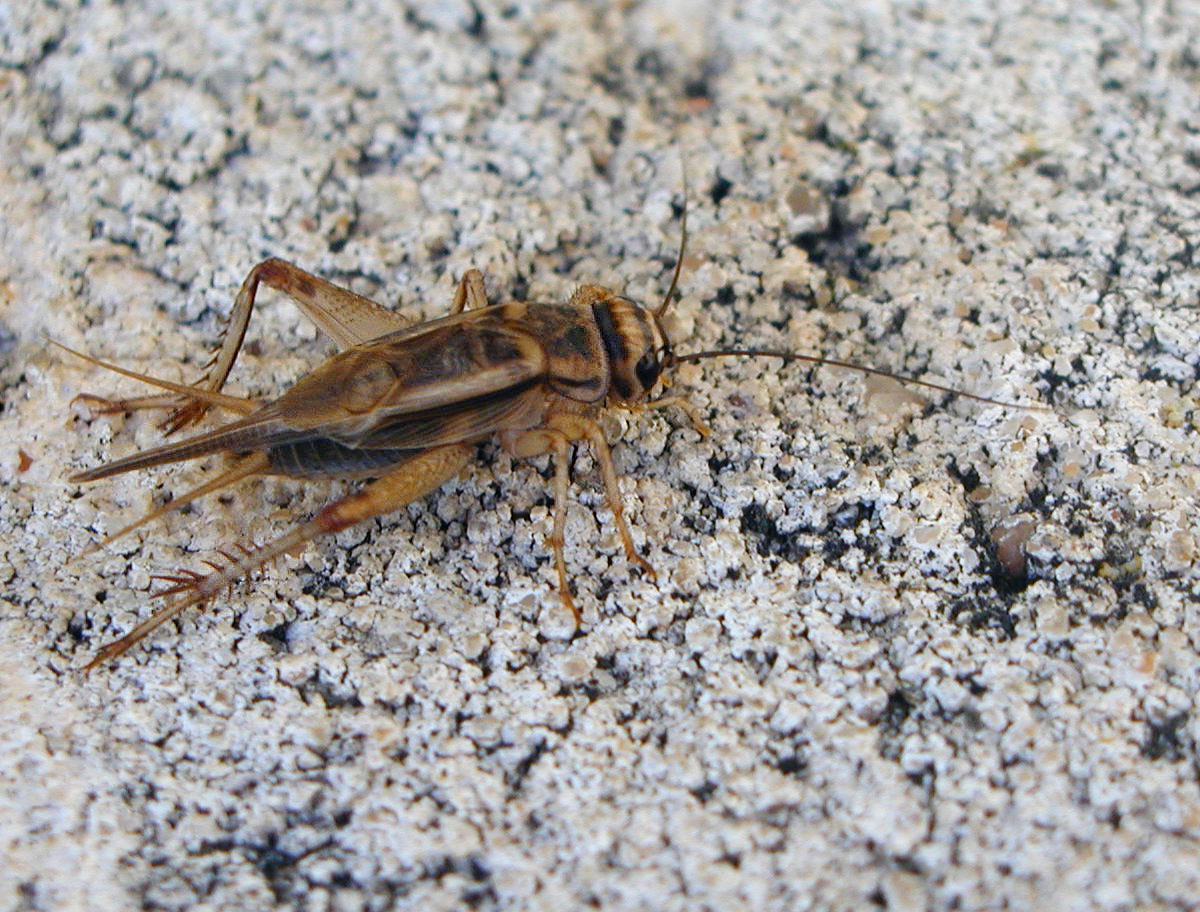
Huiskrekel (Acheta domestica)

Krekels worden commercieel of thuis gekweekt voor mensen die reptielen en amfibieën houden. Ze moeten bij het aanbieden wel voorzien worden van extra vitaminen. Krekels bevatten wel veel eiwitten maar zijn verder weinig voedzaam. De krekels worden verkocht op maat; kleine krekeltjes zijn slechts enkele millimeters lang en worden maat 2 of 3 genoemd, de grootste maat is 8 en deze exemplaren zijn ongeveer 2 centimeter lang en gevleugeld. Nadeel van gevleugelde exemplaren is dat deze een enorme herrie kunnen produceren. Twee soorten worden als voederdier het meest gebruikt:
- Veldkrekels (Gryllus); veroorzaken bij ontsnapping niet snel een plaag, maar stinken behoorlijk.
- Huiskrekel (Acheta domesticus); geur is veel minder, maar zijn snel en kunnen een plaag vormen.

## Gebruik
De voedseldieren worden ofwel levend ofwel dood aangeboden. Om de roofdieren zo ver te krijgen dat ze dode voedseldieren eten moeten er soms kunstgrepen worden toegepast, bijvoorbeeld de dode voedseldieren moeten worden bewogen, of er moet een geur worden aangebracht op de voedseldieren zodat ze meer lijken op de natuurlijke prooidieren van de betreffende roofdieren. Diepgevroren voedseldieren, bijvoorbeeld ratten, moeten eerst op kamertemperatuur worden gebracht, voordat ze opgevoerd worden.

## Aanschaf
Voedseldieren zijn te koop bij dierenwinkels en sommige voedseldieren, in het bijzonder insecten zijn verkrijgbaar via de post, in dat geval zijn ze veelal afkomstig van speciale kwekerijen. Insecten kunnen in principe zelf thuis gekweekt worden.